# Fluidización

Diagrama de un reactor de lecho fluidificado.

La fluidización es un proceso por el cual una corriente ascendente de fluido (líquido, gas o ambos) se utiliza para suspender partículas sólidas. Desde un punto de vista macroscópico, la fase sólida (o fase dispersa) se comporta como un fluido, de ahí el origen del término fluidización. El conjunto de partículas fluidificadas se le denomina también lecho fluidificado.
En un lecho de partículas con flujo ascendente, la circulación de un gas o un líquido a  baja velocidad no produce movimiento de las partículas. El fluido circula por los huecos del lecho perdiendo presión. Esta caída de presión en un lecho estacionario de sólidos viene dada por la ecuación de Ergun.  
Si se aumenta progresivamente la velocidad del fluido, aumenta la caída de presión y el rozamiento sobre las partículas individuales. Se alcanza un punto en el que las partículas no permanecen por más tiempo estacionarias, sino que comienzan a moverse y quedan  suspendidas en el fluido, es decir, «fluidizan» por la acción del líquido o el gas. Los lechos fluidificados tienen variedad de aplicaciones, entre las cuales se pueden mencionar:
- Clasificación mecánica de partículas según su tamaño, forma o densidad.
- Lavado o lixiviación de partículas sólidas.
- Cristalización.
- Adsorción e intercambio iónico.
- Intercambiado de calor en lecho fluidificado.
- Reacciones catalíticas heterogéneas (incluyendo la descomposición catalítica del petróleo).
- Combustión de carbón en lecho fluidificado.
- Gasificación de carbón en lecho fluidificado.
- Biorreactores de lecho fluidificado.